# Райковци
 Тази статия е за селото в България.  За бившето село в Гърция вижте Райковци (Валовищко).  
Райковци е село в Северна България. То се намира в община Велико Търново, област Велико Търново.

## География
Село Райковци се намира в Централна Стара планина. В близост е Прохода на Републиката (7-8км), а други близки села са с.Вонеща вода и с.Клъшка река. През селото минава местната Клъшка река. Няколко туристически пътеки обикалят в района, а през самото него има пътека към хижа Грамадлива и х.Химик.

## История
Говори се, че селото е едно от най-старите поселения в района. Преданията казват, че тук се преселил болярина Драгия, при падането на Търновското царство под турска власт. Така било възникнало и името на близкото село (днес две отделни села) и реката - по името на дрехата, скоято бил облечен - клъшник (дълга роба без ръкави). По-късно, през XVI век тук се заселват и други българи, гонени от турците.
В края на XVIII и началото на XIX век, породени от турските насилия, в района обикалят множество хайдушки чети. Тук са родени множество хайдути и войводи, като Бойчо войвода, Богдан войвода (цеперанека), Хаджи Досьо Байрактар, Филип Тотю, Вълчан Войвода и др.
В началото на миналия век в с.Райковци е построена църквата „Св. Успение Богородично“, както и кметство. Така то придобива статут на община, отделена от гр.Трявна. Към нея се причисляват близките 21 махали и колиби. Най-голям разцвет общината преживява от Освобождението до към 50-те години на XIX век, след което жителите му постепенно намаляват, изселвайки се в големите градове.
През 1978 г. поради изселване и заличаване на колиби Хубановци, са присъединени към Райковци.

## Население
Численост на населението според преброяванията през годините:
| \| Година на преброяване \| Численост \| \| --------------------- \| --------- \| \| 1934 \| 164 \| \| 1946 \| 203 \| \| 1956 \| 196 \| \| 1965 \| 117 \| \| 1975 \| 116 \| \| 1985 \| 59 \| \| 1992 \| 87 \| \| 2001 \| 36 \| \| 2011 \| 23 \| \| 2021 \| 21 \| |           |
| Година на преброяване | Численост |
| 1934 | 164       |
| 1946 | 203       |
| 1956 | 196       |
| 1965 | 117       |
| 1975 | 116       |
| 1985 | 59        |
| 1992 | 87        |
| 2001 | 36        |
| 2011 | 23        |
| 2021 | 21        |

### Етнически състав
Преброяване на населението през 2011 г.
Численост и дял на етническите групи според преброяването на населението през 2011 г.:
|                     | Численост | Дял (в %) |
| Общо                | 23        | 100.00    |
| Българи             | 23        | 100.00    |
| Турци               | 0         | 0.00      |
| Цигани              | 0         | 0.00      |
| Други               | 0         | 0.00      |
| Не се самоопределят | 0         | 0.00      |
| Неотговорили        | 0         | 0.00      |

## Личности
Родени в Райковци
- Райчо Николов (1840 – 1885), български офицер, опълченец